# Cristian Cásseres Jr.
Cristian Sleiker Cásseres Yepes (Caracas, 20 de enero de 2000), también conocido como Cristian Cásseres Jr. para diferenciarlo de su padre, el futbolista Cristian Cásseres, es un futbolista venezolano que juega como centrocampista en el Toulouse F.C. de la Ligue 1 de Francia. Es internacional con la selección de Venezuela.

## Trayectoria

### Deportivo La Guaira
Hizo las categorías inferiores en dicho club. Gracias a sus buenas impresiones en ellas, debutó con el primer equipo del Deportivo La Guaira el 9 de octubre de 2016 en Primera División de Venezuela, entrando de cambio ante el Atlético Venezuela, disputando 33 minutos de buen juego. Para el año 2017, luego de haber participado en el Campeonato Sudamericano Sub-17, Cásseres se ganó el puesto de juvenil regla en el primer equipo del Deportivo La Guaira convirtiéndose en un titular indiscutible gracias a sus buenas participaciones. El 11 de mayo del 2017 anotó su primer gol en la Primera División de Venezuela ante el Zulia FC en la jornada 13 del Torneo Apertura 2017

### New York Red Bulls
El 2 de febrero de 2018 es fichado por el NY Red Bulls de la MLS por 2 años. En principio jugaba con el equipo reserva y a los pocos meses, gracias a buenas actuaciones fue consolidándose en el primer equipo, ganándose el puesto titular.

### Toulouse Football Club
El 7 de julio del 2023 ficha por el Toulouse F. C. de la Ligue 1 de Francia, a cambio de 1 millón de dólares y con contrato hasta 2027.

## Selección nacional

### Categorías Menores
| Competición                 | Sede     | Resultado    | Partidos | Goles | Asist. |
| --------------------------- | -------- | ------------ | -------- | ----- | ------ |
| Sudamericano Sub-17 de 2017 | Chile    | Quinto lugar | 8        | 1     | 0      |
| Sudamericano Sub-20 de 2019 | Chile    | Sexto lugar  | 9        | 0     | 1      |
| Preolímpico Sub-23 de 2020  | Colombia | Primera fase | 4        | 1     | 1      |
| Total                       | Total    | Total        | 23       | 2     | 2      |

### Selección absoluta
Debutó oficialmente con la Selección Absoluta de Venezuela, el 9 de octubre del 2020 entrando al minuto 80 frente a Colombia en un partido correspondiente a la primera fecha de las Eliminatorias Sudamericanas a Catar 2022. En la segunda fecha fue titular frente a Paraguay.
| Selección Absoluta         | Sede            | Resultado  | Partidos | Goles | Asist. |
| -------------------------- | --------------- | ---------- | -------- | ----- | ------ |
| Eliminatorias Catar 2022   | América del Sur | 10.º lugar | 11       | 0     | 0      |
| Eliminatorias Mundial 2026 | América del Sur | En disputa | 11       | 0     | 0      |

 Actualizado al último partido jugado el 17 de noviembre de 2024.

### Participaciones en Copas América
| Torneo            | Sede           | Resultado        | Partidos | Goles |
| ----------------- | -------------- | ---------------- | -------- | ----- |
| Copa América 2021 | Brasil         | Primera ronda    | 4        | 0     |
| Copa America 2024 | Estados Unidos | Cuartos de final | 3        | 0     |

## Estadísticas
Actualizado al último partido disputado el 17 de mayo de 2025.
| Club                                                                                        | Div.          | Temporada     | Liga  | Liga  | Liga   | Copas nacionales(1) | Copas nacionales(1) | Copas nacionales(1) | Copas internacionales | Copas internacionales | Copas internacionales | Total(2) | Total(2) | Total(2) |
| Club                                                                                        | Div.          | Temporada     | Part. | Goles | Asist. | Part.               | Goles               | Asist.              | Part.                 | Goles                 | Asist.                | Part.    | Goles    | Asist.   |
| ------------------------------------------------------------------------------------------- | ------------- | ------------- | ----- | ----- | ------ | ------------------- | ------------------- | ------------------- | --------------------- | --------------------- | --------------------- | -------- | -------- | -------- |
| Deportivo La Guaira · Venezuela                                                             | 1.ª           | 2016          | 2     | 0     | 0      | 0                   | 0                   | 0                   | —                     | —                     | —                     | 2        | 0        | 0        |
| Deportivo La Guaira · Venezuela                                                             | 1.ª           | 2017          | 13    | 1     | 0      | 0                   | 0                   | 0                   | —                     | —                     | —                     | 13       | 1        | 0        |
| Deportivo La Guaira · Venezuela                                                             | Total club    | Total club    | 15    | 1     | 0      | 0                   | 0                   | 0                   | —                     | —                     | —                     | 15       | 1        | 0        |
| New York Red Bulls II Estados Unidos                                                        | 2.ª           | 2018          | 26    | 3     | 2      | 0                   | 0                   | 0                   | —                     | —                     | —                     | 26       | 3        | 2        |
| New York Red Bulls II Estados Unidos                                                        | Total club    | Total club    | 26    | 3     | 2      | 0                   | 0                   | 0                   | —                     | —                     | —                     | 26       | 3        | 2        |
| New York Red Bulls Estados Unidos                                                           | 1.ª           | 2018          | 3     | 0     | 0      | 0                   | 0                   | 0                   | —                     | —                     | —                     | 3        | 0        | 0        |
| New York Red Bulls Estados Unidos                                                           | 1.ª           | 2019          | 24    | 3     | 3      | 1                   | 1                   | 0                   | —                     | —                     | —                     | 25       | 4        | 3        |
| New York Red Bulls Estados Unidos                                                           | 1.ª           | 2020          | 17    | 2     | 2      | 3                   | 0                   | 0                   | —                     | —                     | —                     | 20       | 2        | 2        |
| New York Red Bulls Estados Unidos                                                           | 1.ª           | 2021          | 28    | 6     | 3      | 0                   | 0                   | 0                   | —                     | —                     | —                     | 28       | 6        | 3        |
| New York Red Bulls Estados Unidos                                                           | 1.ª           | 2022          | 27    | 2     | 4      | 4                   | 0                   | 0                   | —                     | —                     | —                     | 31       | 2        | 4        |
| New York Red Bulls Estados Unidos                                                           | 1.ª           | 2023          | 17    | 1     | 1      | 2                   | 0                   | 0                   | —                     | —                     | —                     | 19       | 1        | 1        |
| New York Red Bulls Estados Unidos                                                           | Total club    | Total club    | 116   | 14    | 13     | 10                  | 1                   | 0                   | —                     | —                     | —                     | 126      | 15       | 13       |
| Toulouse Francia                                                                            | 1.ª           | 2023-24       | 32    | 1     | 3      | 2                   | 0                   | 1                   | 7                     | 0                     | 0                     | 42       | 1        | 4        |
| Toulouse Francia                                                                            | 1.ª           | 2024-25       | 32    | 1     | 3      | 2                   | 0                   | 0                   | —                     | —                     | —                     | 34       | 1        | 3        |
| Toulouse Francia                                                                            | Total club    | Total club    | 64    | 2     | 6      | 4                   | 0                   | 1                   | 7                     | 0                     | 0                     | 76       | 1        | 7        |
| Total carrera                                                                               | Total carrera | Total carrera | 221   | 20    | 22     | 14                  | 1                   | 1                   | 7                     | 0                     | 0                     | 243      | 21       | 22       |
| (1) Incluye datos de Copa Venezuela y Torneo MLS Is Back.(2) No incluye partidos amistosos. |               |               |       |       |        |                     |                     |                     |                       |                       |                       |          |          |          |

## Palmarés
| Título                 | Club               | País           | Año  |
| ---------------------- | ------------------ | -------------- | ---- |
| MLS Supporters' Shield | New York Red Bulls | Estados Unidos | 2018 |